# Лоббизм

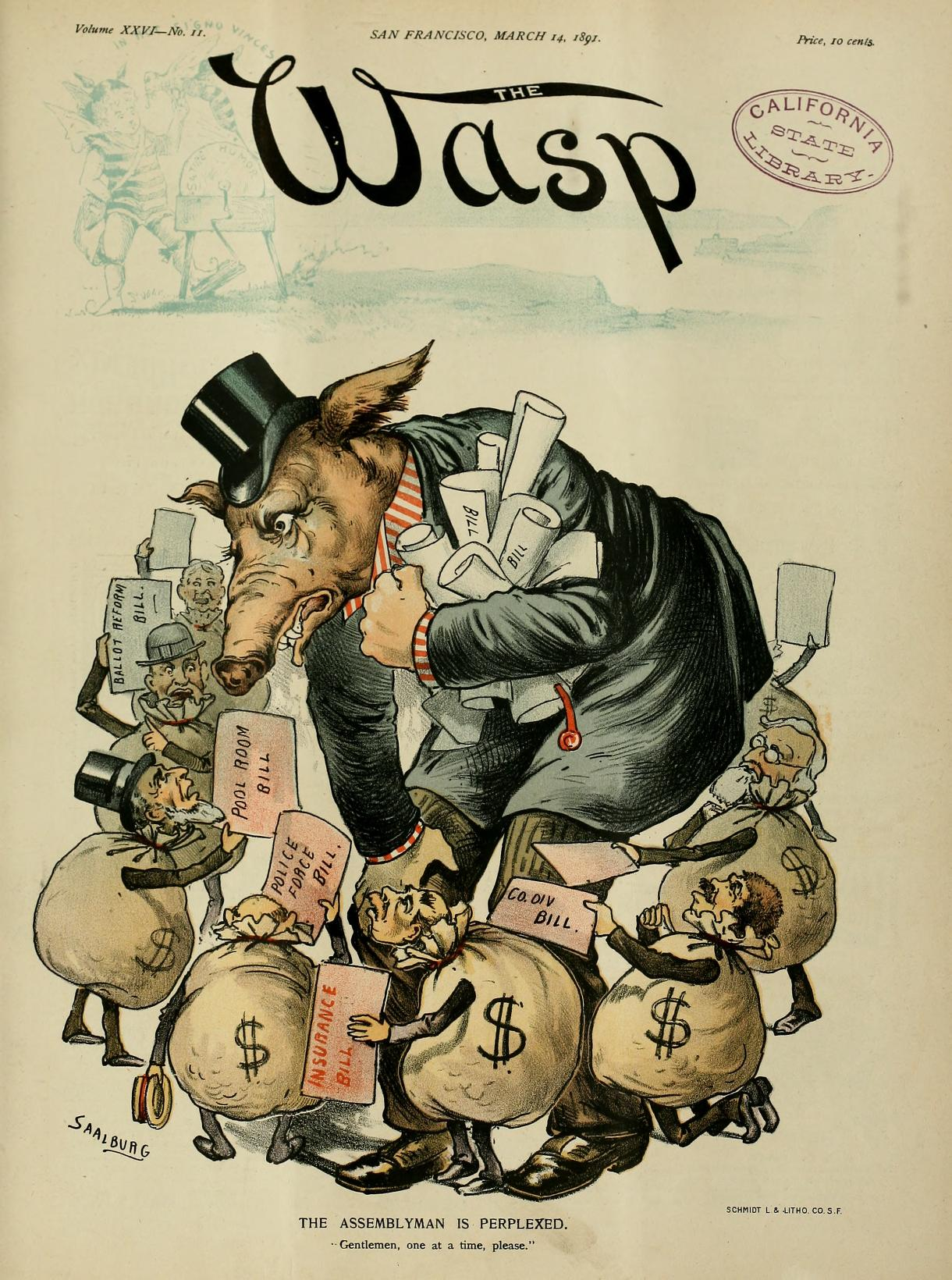

Лобби́зм (англ. lobbyism от lobby, «кулуары») — вид деятельности, заключающийся в воздействии со стороны физических лиц и представителей государственных и негосударственных организаций на международные организации и объединения, органы государственной власти, или органы местного самоуправления с целью добиться принятия (или непринятия) ими определённых решений. В некоторых случаях, лоббизм может рассматриваться как форма коррупции, из-за того, что частный интерес может быть реализован в ущерб общественному. Лоббист при этом не состоит на службе в органе, который вправе принять (или не принять) нужное решение.
Лоббизм осуществляется на уровне межгосударственных образований и международных организаций — например, в органах Евросоюза, ВТО, ЕАЭС и т. д.
На уровне государства, лоббизм чаще всего распространён в органах законодательной власти, где депутаты реализуют своё право на представительство интересов своих избирателей и сторонников.
В ряде стран и организаций лоббизм легализован. В некоторых государствах лоббизм законодательно запрещён и считается проявлением коррупции. Методы лоббизма бывают законными и незаконными. К первым относится подача петиций, массовая рассылка писем в органы власти, проведение экспертизы законопроектов для государственного органа, проведение информационной кампании по обработке общественного мнения. В некоторых случаях законным методом лоббизма является оказание финансовой поддержки государственному политику — например, путём финансирования его избирательной кампании или не запрещённое законом внесение средств в благотворительные и иные проекты, которые связаны с ним. К незаконным методам относится прямой подкуп политиков и их иное финансирование, прямо запрещённое законом. Объективно существование лоббизма связано с двумя факторами: наличием в обществе групп интересов и потребностью органов власти в экспертной информации, которую они не могут удовлетворить самостоятельно. Поэтому лоббизм менее развит в тех органах власти, которые обладают возможностью получать экспертную информацию от собственных или подчинённых им структур. Например, Совет Европейского союза, члены которого получают необходимую информацию от национальных экспертных органов, намного менее подвержен лоббизму, чем депутаты Европарламента, которые такой возможностью не обладают. Фактором, облегчающим лоббизм, является выборность должностных лиц населением, так как выборное лицо нуждается в финансировании своей кампании и в обеспечении благоприятного имиджа среди избирателей.
Лоббизм также присутствует в судебных органах. Лоббисты подают суду свои заключения в качестве «друзей суда», спонсируют сто́роны по нужным им делам, а также оказывают влияние на назначение (или избрание) судей.
По правовому регулированию лоббизма страны делятся на три группы. В первой группе (Канада, США) лоббизм жёстко регламентирован законодательством, а лоббисты в обязательном порядке регистрируются и отчитываются о своей деятельности. Во второй группе (некоторые страны Европы) лоббизм полностью (или только в отдельных органах власти) регулируется в рамках мягкого права, регистрация лоббистов необязательна. В третьей группе стран (к ней относится большинство современных государств) лоббизм не регламентирован специальным законом. Однако в большинстве стран (вне зависимости от того, есть ли в их национальном законодательстве понятие «лоббизм») правовой основой лоббизма является закреплённое конституционным актом право на подачу петиции в орган власти.

## Возникновение термина
Лобби (от англ. lobby — кулуары) — первый, чаще проходной этаж многоэтажных строений, чаще всего вровень уровню пешеходных территорий. Система залов, заведений, доступных внешним визитёрам, мест, удобных для ожидания и переговоров. Термин «лобби» впервые появился в текстах англиканской церкви в 1553 году и обозначал место для прогулок священнослужителей. В 1640 году «лобби» называли уже узкий коридор для прогулок членов Палаты общин. Из Англии это понятие перешло в США, сохранив политическую окраску. Уже Дж. Мэдисон использовал слово «лоббизм» в своих посланиях к американскому президенту.

## Понятие лоббизма
Понятие «лоббизм» в русском языке имеет два значения: широкое («обывательское») и научное. В первом случае понятие «лоббизм» соответствует тому, что в английском языке называют «advocacy», то есть продвижение интересов через любые структуры (а не только через государственные). Поэтому в обывательском понимании под лоббизмом понимается в том числе деятельность самих субъектов власти, направленная, в частности, на получение особых властных преференций (поэтому сторонники широкого подхода могут говорить о лоббизме президента, о лоббизме правительства).
Научное понятие лоббизма более узкое, чем обывательское, и соответствует английскому «lobby». Под лоббизмом в научном смысле понимают способ «воздействия представителей негосударственных организаций на государственные органы и органы местного самоуправления с целью добиться принятия (или непринятия) ими решений в соответствии с потребностями групп интересов». При таком подходе лоббистами не считаются представители органов государственной власти, имеющие право по закону принимать решение, которое лоббируется. Это определение также нуждается в уточнении с учётом лоббистского законодательства. Лоббистом может быть также физическое лицо, не состоящее на службе в органе, где оно лоббирует то или иное решение. Кроме того, лоббизм может также осуществляться на уровне межгосударственных образований — например, в органах Евросоюза.
Лоббизм присущ любой политической системе вне зависимо от того, прописан ли он в нормативных актах или нет. На это указывает Британская энциклопедия: «лоббирование в различных формах существует в любой политической системе». Лоббирование существует не только в демократических, но и в авторитарных и тоталитарных режимах. Разница состоит в том, что в авторитарных и тоталитарных режимах лоббирование осуществляется ограниченным кругом политиков, имеющих доступ к правящей элите и имеет скрытый характер, причём основным объектом их воздействия (в силу отсутствия полноценного законодательного органа) выступают органы исполнительной власти.
Доктор юридических наук Н. М. Колосова отмечает, что лоббизм не только может существовать независимо от степени его «законодательного закрепления» на разных уровнях (от органов местного самоуправления до глобального управления), но и способен «перемещаться вслед за смещением центров принятия государственных (надгосударственных) решений».

## Синонимы понятия «лоббизм»
Вместо термина «лоббизм» используют следующие понятия:
- GR (Government Relations);
- Public Affairs;
- Government Affairs;
- Policy representation;
- Legislative communications;
- Policy marketing.

Замена термина «лоббизм» на одно из вышеуказанных понятий применяется лоббистами, чтобы смягчить негативное отношение к ним части населения. Например, в США одна из старейших ассоциаций — Американская лига лоббистов в 2013 году была переименована в Ассоциацию профессионалов по связям с органами власти.

## Структура лоббирования: объект, субъект и предмет
Лоббирование предполагает наличие следующих составляющих:
- Субъект лоббирования — лоббист (агент «группы давления») то есть профессиональный посредник между клиентом и объектом лоббирования[10]. Лоббистом может быть физическое или юридическое лицо. При этом лоббист может работать либо за гонорар, либо быть получающим зарплату сотрудником компании-клиента. Например, в США, где лоббистское законодательство очень детальное, лоббистом может быть отдел крупной корпорации, специализирующийся на лоббизме[11];
- Объект лоббирования — государственные органы и органы местного самоуправления, а также должностные лица этих органов[12]. Кроме того, объектом лоббирования могут быть орган или должностное лицо международной организации (например, Евросоюза);
- Предмет лоббирования — цели, которые ставят перед собой лоббисты при оказании давления на орган государственной власти[13];
- Методы лоббирования — технологии, используемые при продвижении интересов в органах государственной власти[13].

## Правовое регулирование лоббизма
Правовой основой лоббизма является право граждан на подачу петиций в органы власти (предложений) в органы государственной власти и местного самоуправления, а также в органы международных организаций. Это право фиксируется в законодательстве ряда стран (в том числе в Конституциях государств) причём вне зависимости от того, есть ли в национальном праве термин «лоббизм». Кроме того, во многих странах существует специальное лоббистское законодательство, которое дополнительно регламентирует деятельность профессиональных лоббистов, предусматривая их регистрацию, обязательную отчётность и т. п. Исследователь С. О. Доспан называет две современные модели правового регулирования лоббистской деятельности::
- Англосаксонская модель (США, Канада) — имеются специальные нормативные акты, регламентирующие лоббистскую деятельность;
- Континентальная модель (Франция и другие) — нет специальных нормативных актов, регламентирующих лоббизм.

## Методы лоббизма
Технологии лоббизма бывают двух видов:
- Прямой лоббизм — непосредственные контакты с представителями органов государственной власти. Прямое лоббирование включает следующие формы: назначение и проведение встреч с политиками и чиновниками, персональные письма и телефонные звонки, налаживание неформальных отношений и прочее;
- Непрямой лоббизм — влияние на процесс принятия политических решений посредством мобилизации общественного мнения в пользу (или против) той или иной позиции. Непрямое лоббирование включает такие формы, как массовая рассылка писем, организация пресс-конференций, публичных встреч, сбора подписей, демонстраций, пикетов и т. д.

Национальное законодательство всегда ограничивает методы лоббирования (даже если не содержит понятие «лоббизм»). Например, повсеместно запрещённым методом является дача взятки должностному лицу за продвижение какого-либо решения. Однако разрешённые методы лоббирования обычно примерно одинаковы во всех странах. Например, в России исследователи выделяют следующие методы лоббирования, которые не запрещены законом:
- Освещение проблемы в СМИ в нужном ракурсе, для чего лоббист поддерживает контакты с редакторами ведущих изданий;
- Освещение проблемы в информационных агентствах в нужном ракурсе. Для большинства журналистов агентства во многом являются источником информации. К тому же часто необходимым условием выхода сюжета во влиятельной газете или на телевидении является упоминание темы в лентах информационных агентств. Для лоббиста важно выбрать то информационное агентство, которое охватывает максимальное количество СМИ;
- Ссылки на результаты проведенных социологических опросов и рейтингов, результаты которых зачастую трудно верифицируемы и выводам которых, по умолчанию, предлагается верить на слово. О методике проведения опросов часто не сообщается, тем не менее все они претендуют на объективность;
- Организация научных исследований с предсказуемым результатом. Используется отраслевыми лоббистами с целью «правильного» воздействия на депутатов, например, на заседаниях комитетов, при парламентских слушаниях и пр. Выкладки именитых учёных, исследования которых профинансированы заинтересованными организациями — существенный аргумент в политической дискуссии;
- Grass roots lobbying («корни травы») — технология, заключается в массовом и организованном направлении писем и телеграмм от населения объекту лоббирования с требованием поддержать определённое предложение. Такая технология особенно популярна в США;
- Эффект неожиданности. Эта технология осуществляется в два этапа. Сначала подбирают специалистов, прекрасно знающих тему. Затем, в момент, тщательно выбранный с учётом процедурных тонкостей, текущей конфигурации интриг и общественного мнения внезапно вносится нужный законопроект. При этом реальные оппоненты законопроекта не располагают адекватной аргументацией или даже на момент его рассмотрения могут находиться в командировке;
- Параллельное внесение удобного законопроекта. Этот метод препятствует продвижению законопроекта, который не нравится лоббистам. В случае внесение в комитет Государственной думы «неудобного» законопроекта сотрудничающие с лоббистами депутаты вносят свой параллельный законопроект и добиваются его поддержки в комитете. Когда эта цель достигнута, альтернативные законопроекты просто снимают с рассмотрения;
- Эффект открытого и закрытого голосования. При использовании открытого или закрытого голосования могут быть получены различные и даже противоположные результаты;
- Эффект «перегруженности». Если повестка дня перенасыщена вопросами, то законопроекты практически не обсуждаются и лоббируемый законопроект может пройти;
- Эффект благоприятного времени. Оптимальное время для внесения законопроекта на рассмотрение депутатам: перед депутатскими каникулами и перед парламентскими выборами. А ещё лучше внести законопроект в последние дни работы Государственной Думы перед депутатскими каникулами. При поддержке Комитета, а также в случае если законопроект не вызывает всеобщего отторжения, прохождение нужного решения практически гарантировано.

## Формы поддержки, оказываемой лоббистом чиновнику (политику)
Существуют три формы поддержки, которую лоббист может оказать чиновнику (в том числе избранному политику):
1. Информация Лоббист готовит экспертные заключения, справки и привлекает экспертов. Информация, которую получает чиновник от лоббиста, делится на два вида. Во-первых, это сведения, связанные с нормативным документом (решением), в подготовке которого принимает участие (может принять участие) чиновник. Во-вторых, это данные о предпочтениях избирателей;
2. Деньги. Лоббист может приглашать чиновника на различные лекции, а также предоставить чиновнику оплачиваемую должность в случае ухода того с государственной службы. Кроме того, лоббист может оплатить избирательную кампанию выборного должностного лица;
3. PR. Лоббист может популяризировать чиновника (политика) в общественной и профессиональной среде, а также нейтрализовать потенциальных оппонентов.

Четвёртой формой поддержки является предоставление уже бывшему чиновнику (выборному политику) оплачиваемой должности в лоббистской фирме или в коммерческой структуре. Эта форма поддержки распространена во многих странах и называется по-разному: во Франции «пантуфляж» («надевание домашних туфель»), в Японии — «амакудари» («спускание с небес»), а в США — «лоббистские двери» или «вращающиеся двери» («revolving door»).
Выбор конкретной формы поддержки чиновника (политика) лоббистом зависит от следующих факторов:
- Является ли должностное лицо, с которым лоббист устанавливает контакт, выборным или назначаемым (при этом ещё имеет значение избирается ли это должностное лицо по мажоритарной системе или по партийным спискам);
- Наличия и уровня развития экспертных организаций, при той структуре, где работает чиновник (политик);
- Правовых норм страны (международной организации), где работает чиновник.

Возможности поддержки лоббистом выборных должностных лиц выше, чем назначаемых, так как выборное лицо больше нуждается в информации (требуются сведения о настроениях избирателей), в деньгах на финансирование предвыборных кампаний, а также в PR среди избирателей. Политик, избираемый в парламент по мажоритарной системе, больше нуждается в информации от лоббиста о настроениях избирателей, чем политик, избираемый по партийному списку. Парламентарий, избираемый по партийному списку, больше заинтересован в упрочении места в партийной иерархии, а не в популярности среди избирателей.
Значительно сложнее оказать поддержку назначаемому должностному лицу, которое не имеет права принимать деньги и не особенно нуждается в создании имиджа у избирателей. Например, в органах власти ЕС большинство чиновников назначаемые, поэтому они не нуждаются в информации о настроениях избирателей, в отличие от американских выборных чиновников. По этой же причине не нуждаются назначаемые европейские чиновники в финансировании избирательных кампании.
Потребность в экспертной информации от лоббиста по существу принимаемого решения также разная. Если при государственном органе, где работает чиновник, существуют развитые экспертные организации, то чиновник не нуждается в информации от лоббиста. Например, члены Совета Евросоюза имеют доступ к информации от национальных властей и поэтому меньше нуждаются в сведениях, поставляемых лоббистами, чем члены Еврокомиссии, которая не имеет такой возможности и испытывает постоянную нехватку сотрудников
Выбор формы поддержки лоббистом также зависит от национальных правовых норм, которые запрещают некоторые виды помощи. Например, в США лоббист не имеет права заплатить выборному должностному лицу за принятие того или иного государственного решения. Однако в Соединённых Штатах лоббист вправе сделать взнос в избирательный фонд (штаб) политика, а также оплатить его PR-кампанию в СМИ.

### Предоставление оплачиваемой должности бывшему чиновнику (выборному политику)
Одной из форм поддержки чиновника (выборного политика) является предоставление ему (уже после отставки) оплачиваемой должности в коммерческой (в том числе лоббистской) структуре. В США, где существует давнее и детальное регулирование лоббизма, такая форма поддержки называется «лоббистские двери» или «вращающиеся двери» («revolving door»). В США в 1970-е — 1980-е годы предоставление должностей в коммерческих структурах бывшим чиновникам (выборным политикам) встречалось редко. К концу 2000-х годов ситуация изменилась: в США появилось много лоббистов, которые ранее были чиновниками и конгрессменами. Власти США приняли ряд нормативных актов, которые ограничили этот переход чиновников в лоббисты. В 2007 году Джордж Буш-младший подписал «Закон о честном лидерстве и открытом правительстве» (Honest Leadership and Open Government Act of 2007), который установил «охлаждающий период» — срок после прекращения полномочий в течение которого бывшие члены Конгресса США не могли заниматься лоббизмом. 21 января 2009 года Барак Обама своим указом установил «охлаждающий период» для чиновников высших административных уровней (senior executive service). Эти меры привели к сокращению числа зарегистрированных лоббистов в США с 13 729 человек в 2009 году до 11 172 человек в 2016 году.

## Плюсы и минусы лоббизма
Лоббизм как элемент политической системы имеет ряд достоинств, но и много недостатков. Доктор юридических наук В. В. Субочев выделил следующие «плюсы» лоббизма:
- Заставляет «держаться в форме» органы государственной власти и управления, в определённом смысле конкурирует, соревнуется с ними, придаёт им большую динамику и гибкость. При разделении властей, каждая из ветвей может использовать то или иное лобби в своих интересах;
- Выступает инструментом самоорганизации гражданского общества, с помощью которого мобилизуется общественная поддержка или оппозиция какому-либо законопроекту, оказывается влияние на политику;
- Создаёт возможности для обеспечения интересов меньшинства;
- Воплощает принцип свободы социальных негосударственных структур. С помощью лоббирования они сами пытаются решать свои проблемы;
- Способ активизации каких-либо процессов и явлений в сфере политики;
- Позволяет расширить информационную и организационную базу принимаемых решений и гораздо убедительнее обратить внимание на определённые «кричащие» проблемы. Лоббисты обеспечивают органы государственной власти информацией по продвигаемому вопросу;
- Более широкое средство достижения компромисса, способ компенсации противоречий и примирения разнообразных интересов.

Минусов у лоббизма тоже немало:
- Он может стать инструментом приоритетного удовлетворения иностранных интересов в ущерб интересам национальным;
- Может служить фактором развития и защиты ведомственности, местничества, национализма и т. п., усиливать крайние формы удовлетворения групповых интересов, не всегда адекватных ситуации;
- Опасность «размывания» народовластных устоев общества, превращения демократических институтов в мощный инструмент отдельных властных групп;
- Зачастую блокирует объективно необходимые управленческие решения, препятствует удовлетворению общественно значимых потребностей, способствует продвижению интересов чиновников;
- Иногда существенно затрудняет осуществление стабильной и оперативной государственной политики, ибо может быть направлено, например, на постоянное перераспределение бюджета, на частую смену приоритетов, на усиление позиций одной ветви власти при одновременном ослаблении другой и т. п.;
- Может использоваться как инструмент обогащения отдельных слоёв, элит.

## Организационные формы лоббизма
Лоббисты действуют в демократических странах в следующих формах:
- Индивидуальный лоббист;
- Специальная лоббистская фирма. Часто организации, занимающиеся лоббистской деятельностью, позиционируют себя в публичном пространстве не как лоббистские фирмы, а как юридические, PR-агентства, агентства по связям с правительством и общественным делам;
- Штатный лоббист конкретной организации (в Канаде их называют «внутренние лоббисты»). Они состоят в штате компании или организации и называются часто не лоббистами, а GR-менеджерами, а соответствующие отделы в организациях — GR-департаментами. Такие лоббисты продвигают интересы только той компании, на которую работают;
- Профессиональная ассоциация лоббистов. Название таких союзов может не включать слово «лоббизм». К числу такого рода объединений относятся: канадский Институт отношений с правительством (Government Relations Institute of Canada), британская Ассоциация профессиональных политических консультантов (Association of Professional Political Consultants), действующая в Германии Немецкая ассоциация политических консультантов, польская Ассоциация профессиональных лоббистов.

## Профессия
На данный момент дисциплина «Лоббизм» отсутствует в реестре специальностей вузов в России. За рубежом образование в области Government Relations дают ряд крупных университетов. Профессиональная подготовка в области взаимодействия с органами государственной власти в России ведётся в рамках направления «Политология» по профилю «Взаимодействие с органами государственной власти» (Government Relations), который реализуется на факультете политологии МГУ. Также направление лоббизма и GR получило фундаментальное теоретическое и практическое развитие в рамках факультета политологии и факультет международной журналистики МГИМО (у) МИД России (отделение экономической политологии и отделение связей с общественностью). В 2018 году Школа бизнеса и международных компетенций МГИМО совместно с лоббистской фирмой Baikal Communications Group запустила образовательный курс — повышение квалификации в сфере GR и лоббистской деятельности «GR и лоббистская деятельность в бизнесе и НКО». В НИУ ВШЭ существует общеуниверситетская кафедра теории и практики взаимодействия бизнеса и власти, которая проводит мастер-классы и встречи с экспертами в области малого и среднего бизнеса и представителями политических и бизнес структур. Помимо этого, подготовку специалистов в области GR осуществляет Финансовый университет при Правительстве Российской Федерации в рамках факультета «Социология и политология».

## Лоббизм в судебной системе («друзья суда»)
Особенностью лоббизма в судебной системе является то, что он в ней присутствует, но не признаётся официально даже в тех странах, где существует развитое лоббистское законодательство. Суды в некоторых странах фактически занимаются выработкой правовых норм, давая обязательное толкование конституциями и законам. В частности, американские судьи, интерпретируя конституцию и законы, фактически являются законодателями, а решения Верховного суда США являются элементами политики.
В судебной системе некоторых стран (а также в международных судебных инстанциях таких как Европейский суд по правам человека) официально действуют «друзья суда» (amicus curiae).Это физические лица и организации, которые не являются сторонами по рассматриваемому судом делу. Однако они официально вправе в установленном порядке подавать свои «меморандумы», в которых высказывают своё мнение по рассматриваемому судом вопросу. Фактически «друзья суда» являются лоббистами, но формально таковыми не считаются. Исследователь американского лоббизма Н. Г. Зяблюк пришёл к выводу, что нет никакой разницы между письменным сообщением лоббиста министру и запиской «друга суда», адресованной Верховному суду США. Л. Эпстайн пришёл к выводу, что одни и те же группы интересов занимаются лоббированием как в Верховном суде США, так и в других органах власти Соединённых Штатов Америки.
Меморандумы «друзей суда» изучаются и могут цитироваться в решении суда. Например, Верховный суд США ссылается на них в большинстве своих решений. Верховный суд США цитировал меморандумы «друзей суда» в 52 % дел, которые рассматривал в 2012—2013 годах. Как правило, Верховный суд США берёт из заключений amicus curiae правовые аргументы. Научные доводы (например, медицинские) Верховный суд США заимствует из заключений amicus curiae намного реже. Из 606 ссылок на меморандумы «друзей суда», содержащихся в решениях Верховного суда США, вынесенных с 2008 по 2013 год только 124 ссылки (20 % ссылок) относились к не юридическим аргументам.
Количество «друзей суда», представивших меморандумы по некоторым делам, бывает велико. На одно дело, рассматриваемое Верховным судом США, порой поступает несколько десятков меморандумов «друзей суда». Например, на дело Burwell v. Hobby Lobby Stores, Inc. (решение по нему вынесено летом 2014 года) в Верховный суд США поступило более 80 меморандумов «друзей суда» (причём некоторые из этих меморандумов содержали многочисленные ошибки).
Лоббирование в судебной системе происходит также путём оплаты расходов стороны по судебному делу. Кроме того, лоббисты добиваются того, чтобы на должности судей проходили нужные им лица, а некоторые лица не становились судьями.

## Лоббизм в других странах
Лоббистское законодательство в других странах находится на разных стадиях развития: от очень детального, формировавшегося десятилетиями лоббистского законодательства (США) до его отсутствия (Япония).

### Лоббизм в США
В США лоббизм является легальным видом деятельности как на федеральном уровне, так и в большинстве штатов, но жёстко регулируется законодательством и федеральным, и штатов. На начало 2010-х годов в стране зарегистрированы около 500 крупных лоббистских групп.
В октябре 1946 года Конгресс принял «Закон о регулировании лоббизма», который регулировал лоббистскую деятельность в Конгрессе. Закон установил, что лоббист должен иметь высшее юридическое образование и 8 лет стажа работы в федеральных органах власти, а также предоставить письменное заявление под присягой, в котором должен был указать сведения о заказчике (его имя, адрес), срок найма, суммы гонораров и один раз в квартал предоставлять в Государственный департамент отчёт с указанием тех документов, которые он собирается лоббировать. После принятия этого закона в США возникли открытые лоббистские структуры. 19 марта 1979 года состоялось первое официальное заседание Американской лиги лоббистов. Следующим актом, регламентирующим лоббизм на федеральном уровне, стал «Закон о раскрытии лоббистской деятельности», вступивший в силу 1 января 1996 года. Этот закон ввёл понятие «лоббист» — бывший или действующий политик, который тратит более 20 % своего времени на продвижение интересов той или иной группы давления. Закон ввёл понятие «лоббистский контакт» — устное или письменное обращение физического лица или организации по вопросам:
- представления в Конгрессе или органах исполнительной власти резолюций, законопроектов или внесения поправок к уже существующим актам;
- управления федеральными программами: выдача лицензий, заключение контрактов, одобрения кредитов.

Кроме того, этот закон установил, что лоббист обязан по требованию должностного лица, к которому обращается, сообщить сведения о своей регистрации и данные о клиенте. На секретаря Сената и клерка Палаты представителей была возложена обязанность создать доступные для общественности списки лоббистов. Закон обязывал регистрироваться как иностранных, так и американских лоббистов и ввёл штрафы за нарушение процедуры регистрации.
После коррупционного скандала, связанного с делом известного лоббиста Джека Абрамоффа регулирование лоббизма было ужесточено. В 2007 году Конгресс принял «Закон о честном лидерстве и открытом правительстве», который ещё более ограничил деятельность лоббистов: был введён запрет на занятие лоббистской деятельностью для сенаторов (они могли заняться ей только через 2 года после отставки), государственному секретарю и министру обороны было пожизненно запрещено заниматься лоббизмом в той сфере, которую они курировали в правительстве.
В начале 2010-х годов лоббистской деятельностью могли заниматься государственные служащие с заработком менее 130 тыс. долларов в год. Эффективность деятельности лоббистских организаций невелика, например могущественный Американский совет законодательного обмена внёс в 2011—2012 годах в законодательные собрания штатов 132 законопроекта, из которых стали законами только 9 %. За лоббистами следит ряд общественных организаций (по состоянию на начало 2010-х годов), например: «Центр ответственной политики», «Общественный наблюдатель», и «Защитники потребителей».
Несмотря на все ограничения, выручка лоббистов в США с 1998 года по 2010 год выросла с 1,4 млрд долларов до 3,44 млрд долларов. Эти цифры говорят о том, что лоббизм остаётся очень востребованным видом деятельности.
Лобби в США бывают этнические и профессиональные. Этнические лобби (армянское, греческое и другие) добиваются выделения помощи своей исторической родине со стороны американских властей. Например, армянскому лобби удалось добиться выделения значительной помощи Республике Армения и провести направленную против Азербайджана Поправку 907. Политики, представляющие этническое лобби, зачастую не принадлежат к той же национальности, что и члены общины, интересы которой они защищают. Например, в Конгрессе США никогда не было более пяти парламентариев армянской национальности одновременно, но в Армянский кокус Конгресса входит (по итогам выборов 2014 года) 90 конгрессменов и сенаторов. Кроме того, в США существуют так называемые профессиональные лобби, которые защищают интересы определённых профессиональных групп и отраслей экономики. Самым крупным профессиональным лобби является Национальная стрелковая ассоциация США.

### Лоббизм в Австралии
В Австралии в 1983—1996 годах существовала система регистрации лоббистов, но была упразднена. Однако в 2008 году Кодекс правительственной этики, касающийся Кабинета министров Австралии, был дополнен единым государственным реестром лоббистов, где должны регистрироваться посредники — консультанты, юридические и PR-фирмы, оказывающие услуги в сфере связей с органами государственной власти.

### Лоббизм в Канаде
В Канаде Акт о регистрации лоббистов, который вступил в силу в 1989 году (в 2006 году вступили в силу изменения в этот акт), предусматривает следующее:
- Специальное должностное лицо уполномочено осуществлять контроль и надзор за лоббистами. Это Уполномоченный по лоббизму, который назначается обеими палатами парламента Канады на 7 лет. Уполномоченный отчитывается перед парламентом страны 1 раз в год, а также после каждого расследования о соблюдении Акта о лоббизме и Кодекса поведения лоббистов;
- Старшие государственные служащие (включая министров и сотрудников министерств) не имеют права работать лоббистами или в лоббистских компаниях в течение 5 лет после отставки;
- Чиновник не имеет права принимать деньги от лоббистов.

Закон разрешает деятельность лоббистов в Канаде, но делит их на категории:
- Платные консультанты по связям с государственными органами, которые обязаны регистрировать каждую сделку с клиентом.
- Сотрудники корпораций. Закон обязывает регистрировать корпорацию в качестве лоббиста, если время, затрачиваемое на лоббирование её сотрудниками, превышает 20 % рабочего времени лица, работающего полный рабочий день.
- Сотрудники некоммерческих организаций. Закон обязывает регистрировать некоммерческую организацию в качестве лоббиста, если время, затрачиваемое на лоббирование её сотрудниками, превышает 20 % рабочего времени лица, работающего полный рабочий день.

Также работа лоббистов регламентируется Кодексом поведения лоббистов (вступил в силу в 1997 году). В 2012 году в Канаде было 5,5 тыс. лоббистов. За нарушение лоббистом порядка регистрации полагается штраф в размере до 50 тыс. канадских долларов и тюремное заключение до 6 месяцев, за предоставление ложных сведений (или подложных документов) — штраф до 200 тыс. канадских долларов и тюремное заключение до 2-х лет.
Некоторые провинции Канады приняли свои нормативные акты о лоббизме. В Квебеке в 2002 году принят специальный Акт об открытости и этичности лоббизма и создана своя служба регистрации лоббистов, причём контроль осуществляет Уполномоченный по лоббизму провинции Квебек. В Онтарио закон о лоббизме был принят в 1998 году, а в Ньюфаундленде в 2005 году.

### Лоббизм в Германии
На законодательном уровне в Германии существует подобие регистрации лоббистов в виде выдачи им пропусков в Бундестаг, но в стране не регламентируется лоббизм на уровне Бундесрата и правительств федеральных земель.

### Лоббизм в странах СНГ
15 ноября 2003 года Межпарламентская ассамблея СНГ приняла модельный закон СНГ «О регулировании лоббистской деятельности в органах государственной власти». Этот документ предусматривает следующее:
- Лоббистская деятельность — это деятельность граждан, а также их объединений по установлению контактов с должностными лицами и депутатами органов законодательной власти с целью оказания влияния от имени и в интересах конкретных клиентов на разработку, принятие и осуществление указанными органами законодательных актов, политических решений, подзаконных нормативных актов, административных решений;
- Лоббист — гражданин, осуществляющий за вознаграждение лоббистскую деятельность в интересах третьих лиц, прошедший государственную регистрацию и имеющий доверенность от клиента с указанными полномочиями. Также лоббистом признаётся сотрудник организации, в служебные обязанности которого входит осуществление лоббистской деятельности от имени и в интересах этого юридического лица. В любом случае лоббистом может быть только физическое лицо;
- Лоббист имеет право на получение (за плату) в канцеляриях соответствующих государственных органах любой открытой информации, а также всех поправок и предложений по интересующему его законопроекту, иному нормативному акту. Лоббисту гарантируются допуск в органы исполнительной и законодательной власти, их структурные подразделения и департаменты, возможность встреч с соответствующими депутатами и должностными лицами в порядке, установленном указанными органами. Лоббист также может передавать на рассмотрение в органы государственной власти информационно-аналитические материалы, а также предложения по законопроектам, политическим и административным решениям;
- Лоббист обязан зарегистрироваться в министерстве юстиции и получить лицензию на право занятия лоббистской деятельностью. Кроме того он должен получить аккредитацию в том органе, в котором предполагается осуществлять лоббистскую деятельность. Наконец он должен представить должностному лицу, с которым вступает в лоббистский контакт, информацию о своей регистрации. Кроме того, лоббист обязан отчитываться о своей деятельности в установленном порядке.

По состоянию на 2014 год этот модельный закон не лёг в основу национального правового акта ни в одной из стран СНГ.

#### Лоббизм в Казахстане
Ещё с прошлого века — с 1998 — в Казахстане пытаются принять закон о лоббизме. Национальная палата предпринимателей РК «Атамекен» является одной из первых официальных лоббистских структур в стране. Но есть и другие примеры.

#### Лоббизм в России
В царской России второй половины XIX — начала XX веков лоббистские функции выполняли (помимо других) различные объединения предпринимателей. Предпринимательские союзы в России в это время использовали вполне лоббистские методы для получения от властей нужных себе решений, льгот и привилегий: вынесение на заседания правительственных учреждений вопросов, в которых были заинтересованы предприниматели, представление различных ходатайств и вплоть до «персонального воздействия» на чиновников. В 1906 году были созданы два всероссийских союза,
объединивших большинство лоббистских предпринимательских организаций — Съезд представителей промышленности и торговли (47 союзов предпринимателей), и Съезд представителей биржевой торговли и сельского хозяйства (в нём были представлены 58 бирж). Членство в каждой из этих организаций предполагало вступительный взнос.
В советский период специальных лоббистских организаций и лоббистского законодательства не было. Тем не менее в СССР лоббизм фактически существовал, принимая разные формы. Так, в определённой мере лоббированием занимались секретари областных и краевых комитетов КПСС: тюменские лоббировали интересы нефтяников и газовиков, донецкие и кемеровские — шахтеров, краснодарские и ставропольские — агропромышленного комплекса и т. д. Лоббирование интересов крупных предприятий и важнейших учреждений шло через их представителей в коллегиях советских министерств.
Процесс фрагментации государственной власти на рубеже 80-90-х годов стимулировал подлинный «взрыв» лоббистской деятельности. В этой связи были предприняты попытки установить правовое регулирование в данной сфере: всего со времени созыва первой Государственной Думы нового образца было внесено пять законопроектов о лоббизме, причём самый первый законопроект «О регулировании лоббистской деятельности в РФ» появился ещё в 1992 году. Однако единый закон так и не был принят. Последний законопроект о регулировании лоббистской деятельности в России был внесён в Государственную думу в 2003 году, после его отклонения проекты законов о лоббизме в российский парламент не вносились. В основу законопроектов 1996, 1997 и 2003 годов была положена американская система регистрации лоббистов. В 2013 году в Государственную думу был внесён депутатами от «Справедливой России» законопроект № 410475-6 «О порядке продвижения интересов коммерческих организаций и индивидуальных предпринимателей», но его отклонил Совет Государственной думы.
На словах отношение самих представителей высшей российской власти к лоббизму в 1990-е — 2000-е годы было в целом негативным, хотя существование этого явления признавалось в официальных документах. В Постановлении Государственной думы РФ от 20 марта 1998 года сказано: «Лоббирование корыстных интересов отдельных групп в Администрации Президента Российской Федерации, в Федеральном Собрании Российской Федерации достигло невероятных масштабов». В Постановлении Правительства РФ от 15 апреля 2000 года сообщается, что «отмечаются случаи лоббирования узковедомственных интересов, требует дальнейшего совершенствования порядок планирования законопроектной деятельности Правительства Российской Федерации». В бюджетном послании Президента России от 30 мая 2003 года отмечено: «федеральный бюджет на 2004 год не должен стать заложником предвыборных амбиций, отраслевого лоббизма и заведомо невыполнимых обещаний». В выступлениях В. В. Путина слово «лоббизм» используется как в позитивном, так и в негативном значении.
В российских СМИ термин «лоббизм» по состоянию на 2010-е годы имеет в основном негативный оттенок. Проведённый П. Я. Фельдманом контент-анализ заголовков информационных сообщений российских печатных СМИ показал, что в 85 % заглавий статей понятие «лоббизм» наделяется либо негативным, либо саркастическим смыслом, причём часто журналисты отождествляют представителей власти с лоббистами с целью обвинения их в продвижении частных, корыстных интересов.
На рубеже 2000-х — 2010-х годов была предпринята попытка ввести регулирование лоббизма в рамки борьбы с коррупцией. В соответствие с Указом Президента России от 31 июля 2008 года, которым был утверждён Национальный план противодействия коррупции, предлагалось рассмотреть вопрос о подготовке нормативного правового акта, регулирующего лоббистскую деятельность. В дальнейшем пункт 15 Национального плана противодействия
коррупции на 2012—2013 годы, утверждённого Указом Президента России от 13 марта 2012 года № 297 предписал Министерству экономического развития совместно с Министерством юстиции России и другими ведомствами провести публичное обсуждение формирования в России института лоббизма. Однако по состоянию на 2016 год никаких нормативных актов, специально регулирующих лоббизм, в России на федеральном уровне нет. Поэтому правовой основой лоббизма фактически являются нормы Конституции Российской Федерации: п. 1 ст. 30 («каждый имеет право на объединение, включая право создавать профессиональные союзы для защиты своих интересов. Свобода деятельности общественных объединений гарантируется»), п. 2 ст. 45 (право каждого гражданина защищать свои права и свободы всеми способами, не запрещёнными законом), ст. 33 («граждане Российской Федерации имеют право обращаться лично, а также направлять индивидуальные и коллективные обращения в государственные органы и органы местного самоуправления»).
На региональном уровне понятие «лоббизм» присутствует в законе «О правотворчестве и нормативных правовых актах Краснодарского края», в котором под лоббизмом понимается «деятельность специально уполномоченных на то лиц по информационному взаимодействию с правотворческим органом края с целью выражения интересов соответствующих организаций в региональном правотворчестве».
Лоббизм в России существует в двух формах:
- Публичный диалог с органами власти — создание петиций, посылка писем в органы власти, массовые публикации в СМИ, выступления различных «авторитетов» (деятелей культуры, учёных и т. п.). Примером является кампания по борьбе против строительства в Санкт-Петербурге башни «Газпрома», проходившая в 2006—2011 годах, которая увенчалась успехом. В рамках этой кампании было написано открытое письмо властям Санкт-Петербурга, против стройки выступили представители творческой интеллигенции (писатель Д. А. Гранин, актёр О. В. Басилашвили и другие). Протестующих поддержала партия «Яблоко». Активно включились СМИ. Например, только журналист Б. Л. Вишневский в 2006—2011 годах написал более 150 статей против стройки;
- Скрытая «подковёрная» борьба различных группировок, оказывающая влияние на принятие решений.

Лоббированием занимаются некоторые общественные организации, объединяющие предпринимателей. Примером является Российская ассоциация акционерно-коммерческих промышленно-строительных банков «Россия», договор об учреждении которой был подписан в декабре 1990 года. Эта ассоциация не только проводит опросы региональных банков об их отношении к законодательным инициативам российской власти, но и сама разрабатывает проекты нормативно-правовых актов. По подсчётам российских исследователей, за кризисные 2008—2009 годы 16 предложений Ассоциации легли в основу нормативно-правовых актов, принятых и изданных на федеральном уровне.

### Лоббизм в других странах Европы
Европейские страны можно разделить на две группы по правовому регулированию лоббизма. В первую, включающую большинство членов ЕС, входят государства, где лоббизм фактически существует, но никак не регулируется специальными нормативно-правовыми актами. Во вторую группу входят государства, где лоббизм регулируется нормативно-правовыми актами, хотя зачастую они необязательны для исполнения и не охватывают многих лоббистов. Кроме того, в большинстве стран этой группы первые нормативные акты, регламентирующие лоббизм, появились сравнительно недавно — в 2000-е — 2010-е годы. По странам ситуация следующая:
- Австрия. В 2011 году введена регистрация лоббистов;
- Великобритания. В Великобритании лоббизм существует давно. По данным «Таймс», в 1970 году в Палате общин не менее 218 депутатов (из 646) отстаивали чьи-то деловые интересы[78]. В 2002 году Кодекс деловой этики для членов парламента Великобритании дополнен разделом № 3, который установил, что во время парламентских слушаний и при контакте с представителями исполнительной власти члены палаты представителей не имеют права защищать интересы внешнего лоббиста, если получают от него вознаграждение, имеют прямые финансовые связи с компанией-лоббистом, являются советниками компаний-лоббистов. Член парламента может защищать интересы лоббиста (кроме парламентских слушаний и контактов с представителями исполнительной власти), но лишь в случае, если зарегистрирует полученные от лоббиста денежные средства в специальном Реестре интересов членов парламента (Register of members’ interests);
- Венгрия. В 2006 году введена добровольная регистрация лоббистов с выдачей им лицензий, что даёт право свободного входа в правительственные здания. Взамен лоббист должен ежеквартально отчитываться (в том числе сообщать данные о количестве контактов с целью лоббирования, о подарках, переданных официальным лицам, сведения об этих официальных лицах, а также о законах или о мерах исполнительной власти, по поводу которых предпринималось лоббирование). Но зарегистрированный лоббист имеет право не называть своих клиентов;
- Италия. На общенациональном уровне нет нормативного акта, специально регулирующего лоббизм. На региональном уровне в трёх провинциях (Тоскана, Молизе и Абруццо) существуют свои региональные реестры лоббистов. Они не являются полными — например, в Молизе и в Тоскане в реестры включают только профсоюзы, некоммерческие организации, фонды и аналитические центры;
- Литва. Закон, регулирующий лоббистскую деятельность, вступил в силу в 2001 году. Предусмотрена регистрация лоббистов в специальном реестре, за ведение которого отвечает Верховная комиссия по этике. Но на практике большинство лоббистов не регистрируется. Например, к 2011 году были зарегистрированы только 25 лоббистов;
- Северная Македония. Закон, предусматривающий регистрацию лоббистов, принят в 2008 году;
- Польша. Закон «О правовых основах и регулировании лоббизма», вступил в силу в марте 2006 года. Он требует от чиновников сохранять записи о контактах с лоббистами, причём эти записи ежегодно публикуются;
- Словения. Закон о лоббизме был принят в 2010 году;
- Франция. В январе 2010 года вступили в силу правила регулирования лоббистской деятельности;
- Чехия. В 2005 году вступил в силу Добровольный кодекс этики, содержащий рекомендации о том, как чиновники должны строить отношения с группами интересов.

#### Лоббизм в Евросоюзе
На уровне органов власти ЕС лоббизм существует по меньшей мере с 1958 года. В Евросоюзе на 2016 год зарегистрировано более 8,3 тыс. лоббистских групп. В основном лоббистская деятельность ведётся в двух органах — в Еврокомиссии и в Европарламенте. Возможности лоббистов в ЕС ограничены по сравнению с США, так как в общеевропейских органах большинство должностей назначаемые и европейский лоббист не может предложить европолитику финансирование избирательной кампании. С другой стороны, в ЕС пока не возникло столь детального законодательства, регулирующего деятельность лоббистов. Даже регистрация, введённая в 2011 году по состоянию на 2016 год носит исключительно добровольный характер и коснулась не всех лоббистов.

### Лоббизм в Японии
В Японии нет специального лоббистского законодательства, но детально урегулированы право граждан на подачу петиций и порядок их рассмотрения. В Японии на 2016 год действует такой порядок: граждане имеют право по Конституции подавать в парламент любые петиции (кроме связанных с судебным иском), поэтому ежегодно в Палату представителей поступает 4 — 5 тыс. прошений. Петиция подаётся через депутата, который её передаёт в комиссию, которая отправляет её на заседание палаты парламента, а та решает посылать ли её в Правительство или самой рассмотреть петицию. Дважды в год Кабинет министров отчитывается перед парламентом об итогах работы с петициями. Другим методом лоббирования являются петиционные демонстрации, для которых выделена специальная площадка перед западным входом в парламент.
Лоббистские организации предпринимателей в Японии существуют давно. Уже в 1946 году в Японии была создана Кэйданрэн (Федерация экономических организаций), которая эффективно представляла коллективные интересы крупного бизнеса в правительстве и в политических партиях. Японские министерства представляли в Кэйданрэн проекты законов о предпринимательстве для экспертизы и одобрения. Также в Японии действовали иные крупные ассоциации: Торгово-промышленная палата (выражала интересы малого и среднего бизнеса), Кэйдзай доюкай (клуб бизнесменов из крупных компаний) и Никкэйрэн (отношения между работодателями и служащими). В парламенте Японии действовали «депутатские кланы» — неформальные структуры, которые занимались согласованием интересов между предпринимателями и взаимодействием с чиновниками.